# Justo y necesario (álbum Jorge Minissale)
Justo y necesario es el título del primer trabajo discográfico, perteneciente al músico de rock argentino, Jorge Minissale; reconocido por haber integrado la generación new wave y pop de los años 1980, en grupos como Suéter, Los Twist y por haber liderado su propia banda, Mamporro, hasta su disolución en 2012, cuando comenzó con su era solista.  
Este material comenzó a grabarse a fines del año 2013 y fue lanzado el 9 de octubre de 2014. La placa cuenta con la participación de artistas de gran nivel como Ricardo Mollo, Pablo Sbaraglia, Hernán Aramberri, Martin Paladino, Juan «Pollo» Raffo, Juan del Barrio, Mariano Escudero, Fabián Aguiar, Gustavo Glusman.

## Lista de canciones
| N.º | Título                                    | Duración |  |
| 1.  | «Amablemente digo»                        | 03:08    |  |
| 2.  | «No me toques»                            | 03:37    |  |
| 3.  | «Fruto prohibido»                         | 03:33    |  |
| 4.  | «Inútil perseguirse»                      | 03:08    |  |
| 5.  | «Renuncio a la gravedad»                  | 03:16    |  |
| 6.  | «Como la primera vez»                     | 03:22    |  |
| 7.  | «Ver para creer»                          | 03:13    |  |
| 8.  | «Casi un criminal»                        | 03:40    |  |
| 9.  | «Probaste alguna vez?»                    | 03:08    |  |
| 10. | «No me importaría perder»                 | 04:06    |  |
| 11. | «Fruto prohibido (versión extendida)»     | 04:11    |  |
| 12. | «Como la primera vez (versión extendida)» | 04:10    |  |

## Personal
- Jorge Minissale : Voces, guitarras
- Pablo Sbaraglia: Piano, órganos
- Gustavo Glusman: Batería
- Mariano Escudero: Bajo
- Hernán Aramberri: Batería
- Fabián Aguiar: Saxofón barítono y saxofón alto

## Colaboraciones
- Ricardo Mollo: Guitarras
- Juan del Barrio: Teclados
- Juan «Pollo» Raffo: Teclados